# Hisham Kabbani

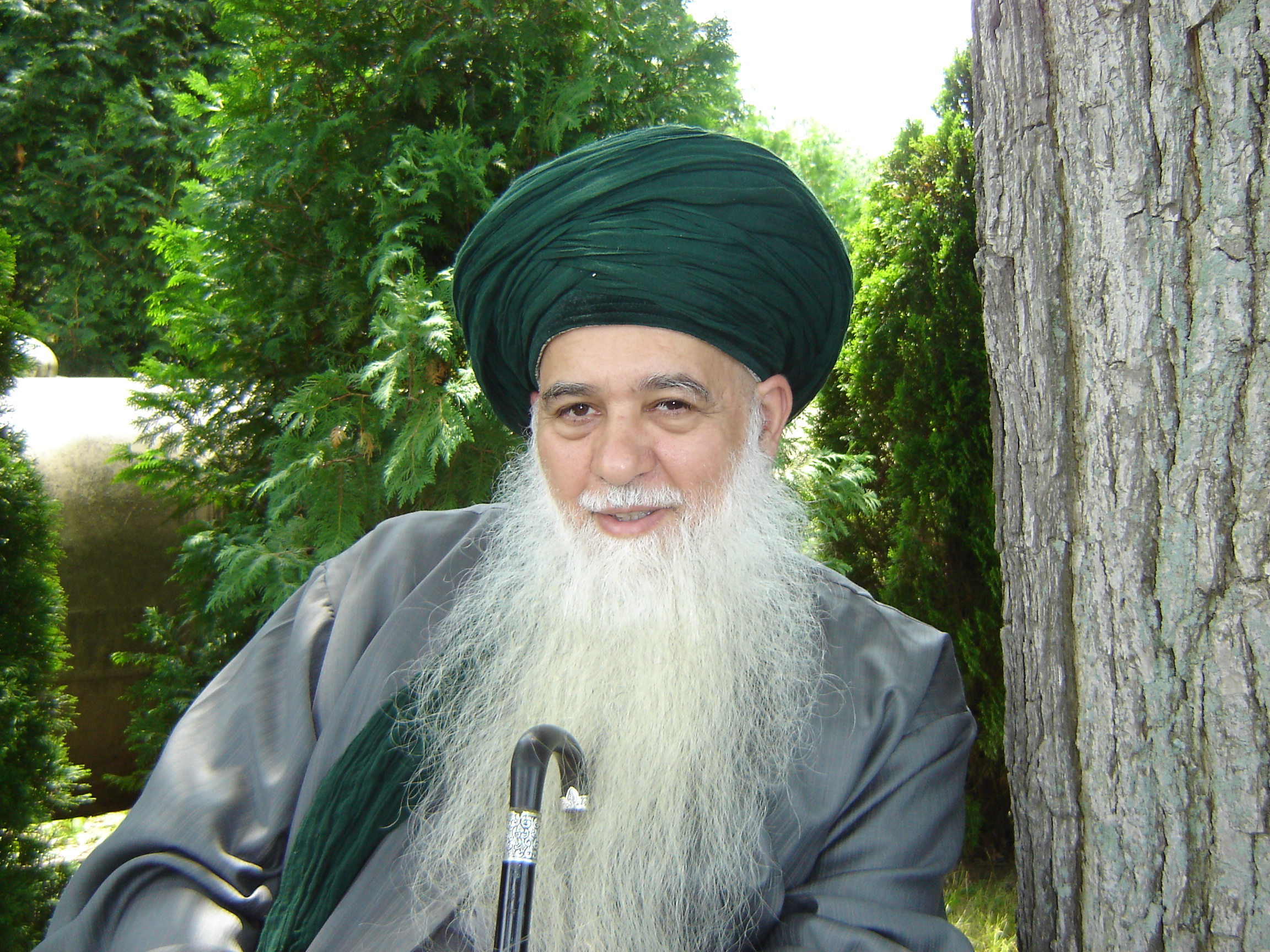
Scheich Hisham Kabbani

Muhammad Hisham Kabbani (arabisch محمد هشام قباني, DMG Muḥammad Hišām Qabbānī; geboren 1945 in Beirut, Libanon; gestorben am 4. Dezember 2024) war ein islamischer Gelehrter und Sufi-Scheich aus dem  Naqschibandi-Haqqani-Sufiorden libanesischer Herkunft in den Vereinigten Staaten. Zu seinen Studenten gehörten der ehemalige Boxweltmeister Muhammad Ali und der frühere indonesische Staatspräsident Susilo Bambang Yudhoyono.

## Biographie
Er studierte Chemie an der Amerikanischen Universität Beirut und erwarb einen Abschluss in islamischer Rechtswissenschaft in Damaskus. Auf Wunsch von Scheich Nazım Kıbrısi zog er 1990 in die USA.
Er war der Mitbegründer und Vorsitzender des Islamic Supreme Council of America sowie Vorsitzender des Hilfswerks American Muslim Assistance, Gründer von Kamilat, einer internationalen muslimischen Frauenorganisation, Vorsitzender der As-Sunnah Foundation of America und Gründer und Präsident des Muslim Magazine. 2009 wurde er auf der Liste der 500 most influential Muslims des Prinz-al-Walid-bin-Talal-Zentrum für muslimisch-christliche Verständigung der Georgetown University und des Royal Islamic Strategic Studies Centre von Jordanien gelistet.

## Kontroversen
1999 kam Kabbani mit verschiedenen Organisationen wie der Islamic Society of North America (ISNA), dem Council on American-Islamic Relations (CAIR) und dem Islamic Circle of North America (ICNA) in Konflikt, nachdem er eine Aussage veröffentlichte, wonach 80 Prozent der über 3000 Moscheen in den USA von extremistischen Ideologen übernommen worden seien. Der IS bezeichnete ihn in der Ausgabe seines Magazins Dabiq von April 2016 als Abtrünnigen („Murtadd“).

## Werke (Auswahl)
- Encyclopedia of Islamic Doctrine and Beliefs
- Im Reich der Engel: Berichte über Begegnungen des Menschen mit himmlischen Wesen aus Vergangenheit und Gegenwart und über solche, die uns für die Zukunft versprochen sind. Spohr Publishers Limited, 2010
- The Naqshbandi Sufi Way: History and Guidebook of the Saints of the Golden Chain. 1995 Kazi Publications Inc.
- Der Weg der Meister: Geschichte und Vermächtnis der erhabenen Großscheichs des Naqshbandī-Ordens. Spohr Verlag, 2012. ISBN 978-9963-40-105-5.
- Classical Islam and the Naqshbandi Sufi Tradition, Islamic Supreme Council of America (2004), ISBN 1-930409-23-0. (eingeschränkte Vorschau in der Google-Buchsuche)